# La Mort et le Malheureux
La Mort et le Malheureux est la quinzième fable du livre I de Jean de La Fontaine situé dans le premier recueil des Fables de La Fontaine, édité pour la première fois en 1668.
La fable La mort et le Malheureux est liée à la fable La Mort et le Bûcheron. C'est une fable double comme Le Lion et le Rat / La Colombe et la Fourmi, Le Loup, la Chèvre et le Chevreau / Le Loup, la Mère et l'Enfant, Le Pâtre et le Lion / Le Lion et le Chasseur et Le Héron / La Fille.

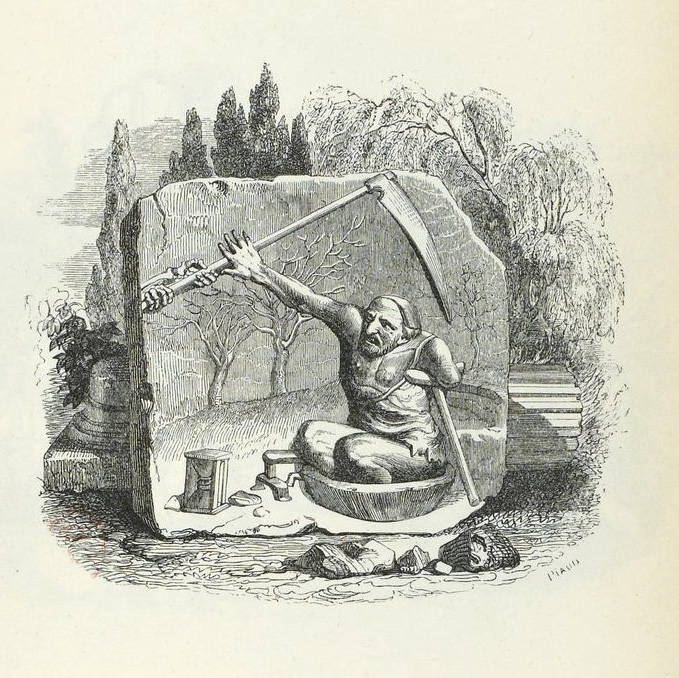
Dessin de Grandville (1838-1840)

## Texte

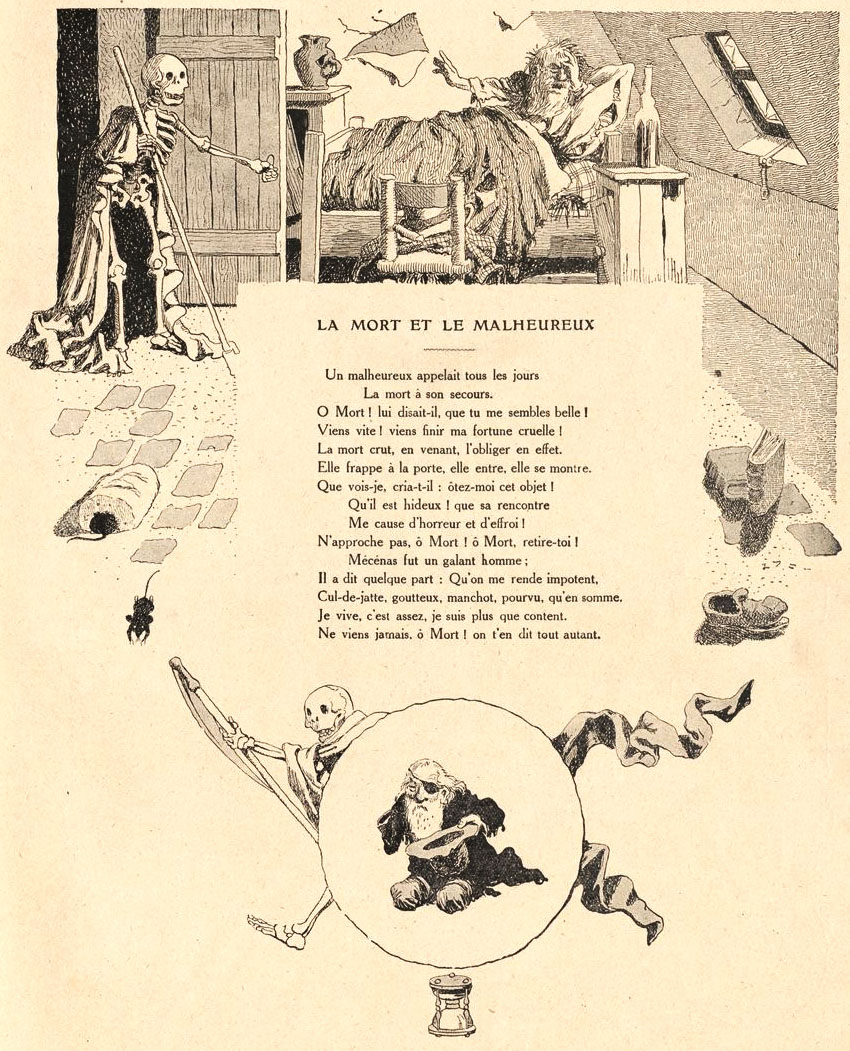
Illustration de Benjamin Rabier (1906)

Un malheureux appelait tous les jours

La Mort à son secours.

"Ô Mort, lui disait-il, que tu me sembles belle !

Viens vite, viens finir ma fortune cruelle."

La mort crut, en venant, l'obliger en effet.

Elle frappe à sa porte, elle entre, elle se montre.

"Que vois-je ! cria-t-il, ôtez-moi cet objet ;

Qu'il est hideux ! que sa rencontre

Me cause d'horreur et d'effroi !

N'approche pas, ô Mort, retire-toi."

Mécénas fut un galant homme :

Il a dit quelque part : "qu'on me rende impotent,

cul-de-jatte, goutteux, manchot, pourvu qu'en somme

Je vive, c'est assez, je suis plus que content;"

Ne viens jamais, ô Mort, on t'en dit tout autant.
— Jean de La Fontaine